# Kaphamer

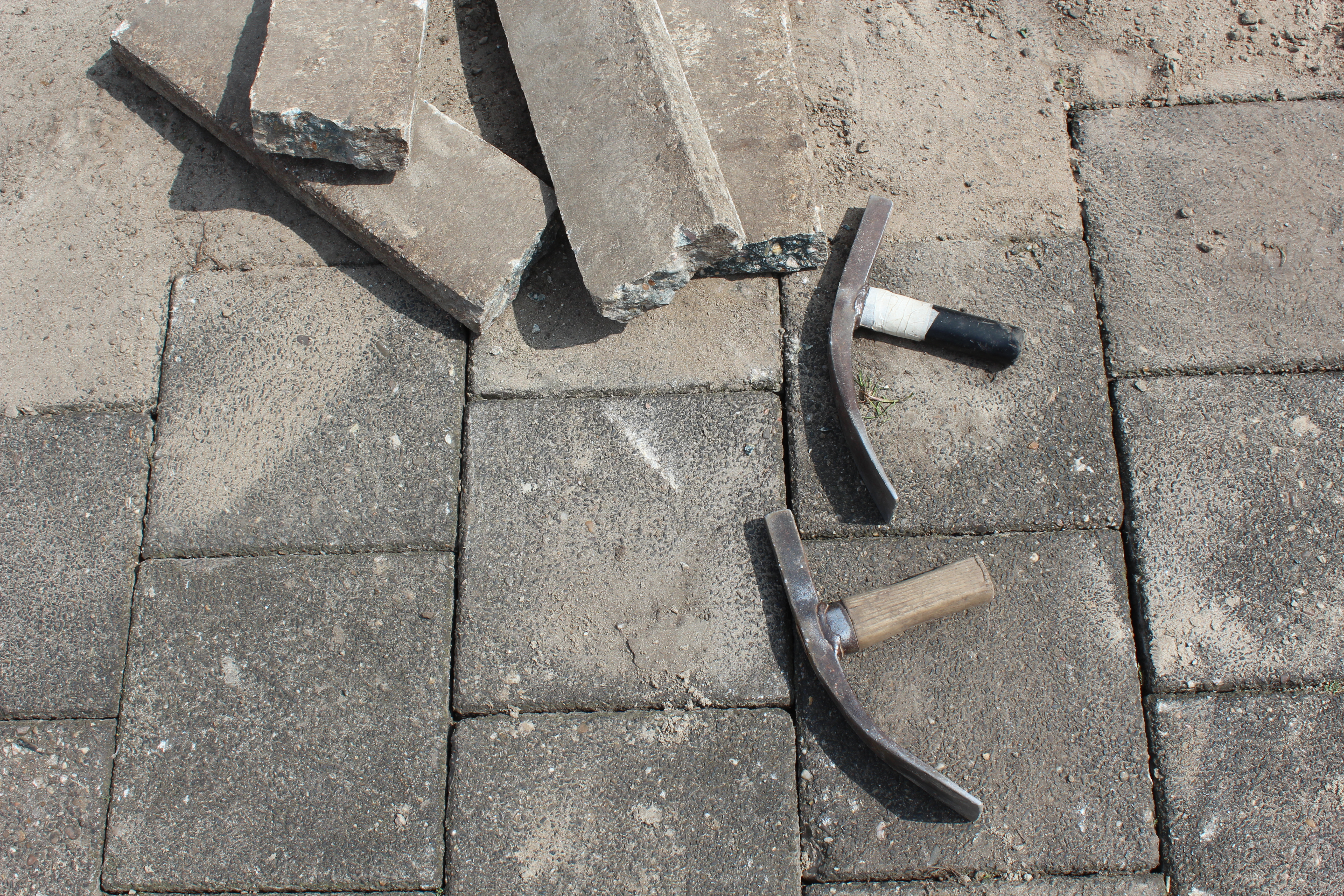
Twee kaphamers.

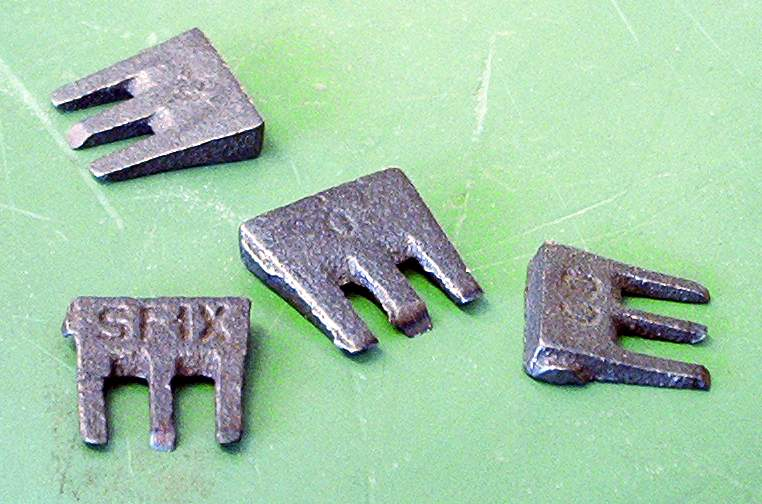
Wiggen om hamerstelen mee vast te zetten aan de hamerkop.

Een kaphamer, ook wel metselhamer, mortelhamer of straathamer genoemd, is een klop- of slagwerktuig en bestaat uit een stalen hamerkop en een hamersteel, meestal van hickory of essenhout.
De kop heeft een pen in gebogen vorm en het uiteinde is beitelvormig geslepen. De stratenmaker en de metselaar hakken hiermee steen ruwweg op maat. Voor nauwkeurig werk gebruikt hij de vlakke baan om ermee op de koudbeitel, klezoorbeitel of sabel te slaan naargelang van het soort werk.
Om de houten steel stevig aan de kop te bevestigen is het huis voor de steel is iets trechtervormig gemaakt, aan de steelkant kleiner dan bovenop. De steel wordt passend gemaakt voor de kleine kant, erin gestoken en aan de bovenkant wordt er een hamerwig in geslagen. Zo wordt het huis van boven ook volledig opgevuld. Het gevolg is dat de kop onmogelijk meer van de steel kan schieten tijdens het werken met de hamer.
Er zijn er ook modellen met een vast aangeperste stalen steel met rubber grip.
Het gewicht van de hamerkop is bij de metselaar wat lichter, ongeveer 700 gram. Bij de straatmaker zwaarder, tot 2000 gram.